# Susan Yeagley

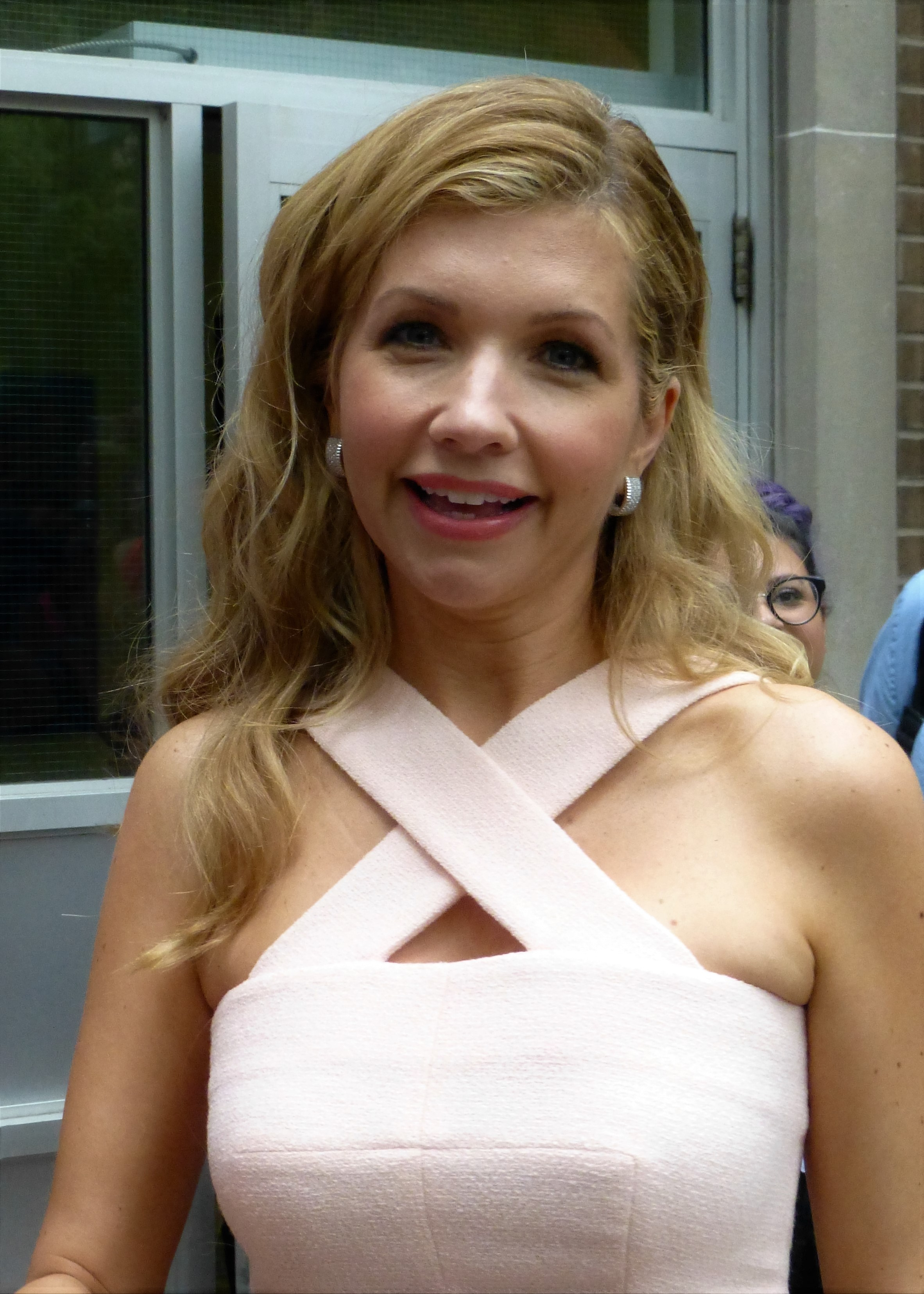
Susan Yeagley (2016)

Susan Melinda Yeagley (* 27. Februar 1972 in Nashville, Tennessee) ist eine US-amerikanische Schauspielerin, die hauptsächlich durch Fernsehrollen bekannt ist.

## Leben und Karriere
Susan Yeagley wurde 1972 in Nashville geboren. Inspiriert von Showmaster Johnny Carson schickten sie ihre Eltern früh zu einer Schauspiellehrerin. Bereits im Alter von elf Jahren debütierte sie als Schauspielerin in einem Musikvideo von Amy Grant, wofür sie mit 25 Dollar und einem Album der Sängerin entlohnt wurde. Nach weiteren Auftritten in Musikvideos studierte sie an der USC School of Cinematic Arts, wo sie cum laude abschloss.
Danach wurde sie Mitglied der Sunday Company, mit der sie Sketches und Improvisation aufführte. Ihr Spielfilmdebüt gab Yeagley 1998 in Cameron Crowes Almost Famous – Fast berühmt. Seither hatte sie zahlreiche Gastauftritte in verschiedenen Fernsehserien, darunter die Sitcoms Friends und Malcolm mittendrin und die Krankenhausserie Emergency Room – Die Notaufnahme. Wiederkehrende Nebenrollen hatte sie – an der Seite ihres Mannes – in Ehe ist…, Rules of Engagement und Parks and Recreation. 2015 war sie neben Ed Begley, Jr. im satirischen Kurzfilm Climate Change Denial Disorder zu sehen, der die Klimawandelleugnung als fiktive Krankheit darstellt und auf YouTube zu sehen ist.
Seit 2005 ist Susan Yeagley mit Schauspielkollegen Kevin Nealon verheiratet. Das Paar lebt in Los Angeles und hat einen gemeinsamen Sohn (* 2007).
Deutsche Synchronsprecherinnen für Yeagley waren in den letzten Jahren vor allem Marina Krogull (Ehe ist…), Tatjana Pokorny (Rules of Engagement) und Silke Matthias (Parks and Recreation).

## Filmografie (Auswahl)
Filme
- 1998: The Thin Pink Line
- 2000: Almost Famous – Fast berühmt (Almost Famous)
- 2000: Coyote Ugly
- 2003: Ein (un)möglicher Härtefall (Intolerable Cruelty)
- 2014: Urlaubsreif (Blended)
- 2016: Mascots

Serien
- 1999: Jesse (2 Episoden)
- 2000: Providence (Episode 2x12)
- 2000: Friends (Episode 6x13)
- 2000: Malcolm mittendrin (Malcolm in the Middle, Episode 2x10)
- 2001: The Ellen Show (Episode 1x03)
- 2001: The District – Einsatz in Washington (The District, Episode 2x03)
- 2002: Alle lieben Raymond (Everybody Loves Raymond, Episode 7x01)
- 2002: Emergency Room – Die Notaufnahme (ER, Episode 9x04)
- 2003: Sabrina – Total Verhext! (Sabrina, the Teenage Witch, Episode 7x19)
- 2003: Reno 911! (Episoden 1x08–1x09)
- 2005: Lass es, Larry! (Curb Your Enthusiasm, Episode 5x10)
- 2009–2010: Ehe ist… (’Til Death, 9 Episoden)
- 2009–2010, 2012: Rules of Engagement (4 Episoden)
- 2009–2015: Parks and Recreation (9 Episoden)
- 2012: Big Time Rush (Episode 3x04)